# Loved Me Back to Life
A Loved Me Back to Life Céline Dion kanadai énekesnő 2013. november 4-én megjelent angol nyelvű stúdióalbuma. Ez az énekesnő ötvenegyedik albuma.

## Háttér
2012 januárjában jelentette be az énekesnő, hogy 2012-ben új angol nyelvű albuma jelenik meg. A Le journal Montréal cikkében tették közzé, hogy az új lemez 2012 októberében jelenik meg Water and a Flame címmel. Dion azt nyilatkozta, az új albumon új dalok mellett több feldolgozás is lesz a Las Vegas-i show-műsorból. A dalok ismertebb producerei  Babyface, Ne-Yo és Eg White. Egy Stevie Wonder-duett szintén a lemezre kerül, az énekes Overjoyed című dalát énekli fel Dionnal. Az album megjelenése először 2012. novemberre, majd 2013 elejére csúszott.
A Billboard díjátadó gálán Dion beszélt róla, hogy a dalok felvétele még folyamatban van és hogy a megjelenést 2013. október 7-re tervezik. Július 24-én Raphel Martin, a Journal de Montreal újságírójának René Angélil mondta Twitterén, hogy az album október 22-én jelenik meg világszerte.

## Számlista
| #   | Cím                          | Szerző(k)                                               | Producer(ek)    | Hossz |
| --- | ---------------------------- | ------------------------------------------------------- | --------------- | ----- |
| 1.  | Loved Me Back to Life        | Hasham Hussain, Denarius Motes, Sia Furler              | Sham, Motesart  | 3:49  |
| 2.  | Somebody Loves Somebody      | Johan Fransson, Tim Larsson, Tobias Lundgren, Audra Mae | Play Production |       |
| 3.  | Incredible (Ne-Yóval)        | Andrew Goldstein, Emanuel Kiriakou, Ne-Yo               |                 |       |
| 4.  | Water and a Flame            | Eg White, Daniel Merriweather                           | White           |       |
| 5.  | Breakaway                    | Fransson, Larsson, Lundgren, Mae                        |                 |       |
| 6.  | Save Your Soul               | Danny Mercer                                            | Danny Mercer    |       |
| 7.  | Didn't Know Love             | White, Jessi Alexander. Tommy Lee James                 |                 |       |
| 8.  | Thank You                    | Smith                                                   |                 |       |
| 9.  | Overjoyed (Stevie Wonderrel) | Stevie Wonder                                           | Tricky Stewart  |       |
| 10. | Thankful                     | Dana Parish, Andrew Hollander                           |                 |       |
| 11. | At Seventeen                 | Janis Ian                                               | Babyface        |       |
| 12. | Always Be Your Girl          | Parish, Hollander                                       |                 |       |
| 13. | Unfinished Songs             | Diane Warren                                            | Kyle Townsend   |       |

| 14. | How Do You Keep the Music Playing? | Alan Bergman, Marilyn Bergman, Michel Legrand |  |  |
| 15. | Lullabye (Goodnight, My Angel)     | Billy Joel                                    |  |  |

| 16. | Open Arms | Steve Perry, Jonathan Cain |  |  |